# Rali da Estónia
Rali da Estónia é uma prova rali sedeada em Tartu.
É o maior e mais importante evento de automobilismo do país e acontece em estradas suaves de terra no sul do país, algumas das quais construídas especialmente para o rali. A cidade de Tartu hospeda a largada e a chegada cerimoniais, com a sede do rali e o parque de serviços geralmente localizados no Centro Esportivo Tehvandi em Otepää. De 2014 a 2016, o Rali da Estónia foi uma etapa do Campeonato Europeu de Rali da FIA. O Rali da Estónia foi Rali candidato oficial do WRC em 2019 e juntou-se ao calendário do Campeonato do Mundo de Rali em 2020.

## História

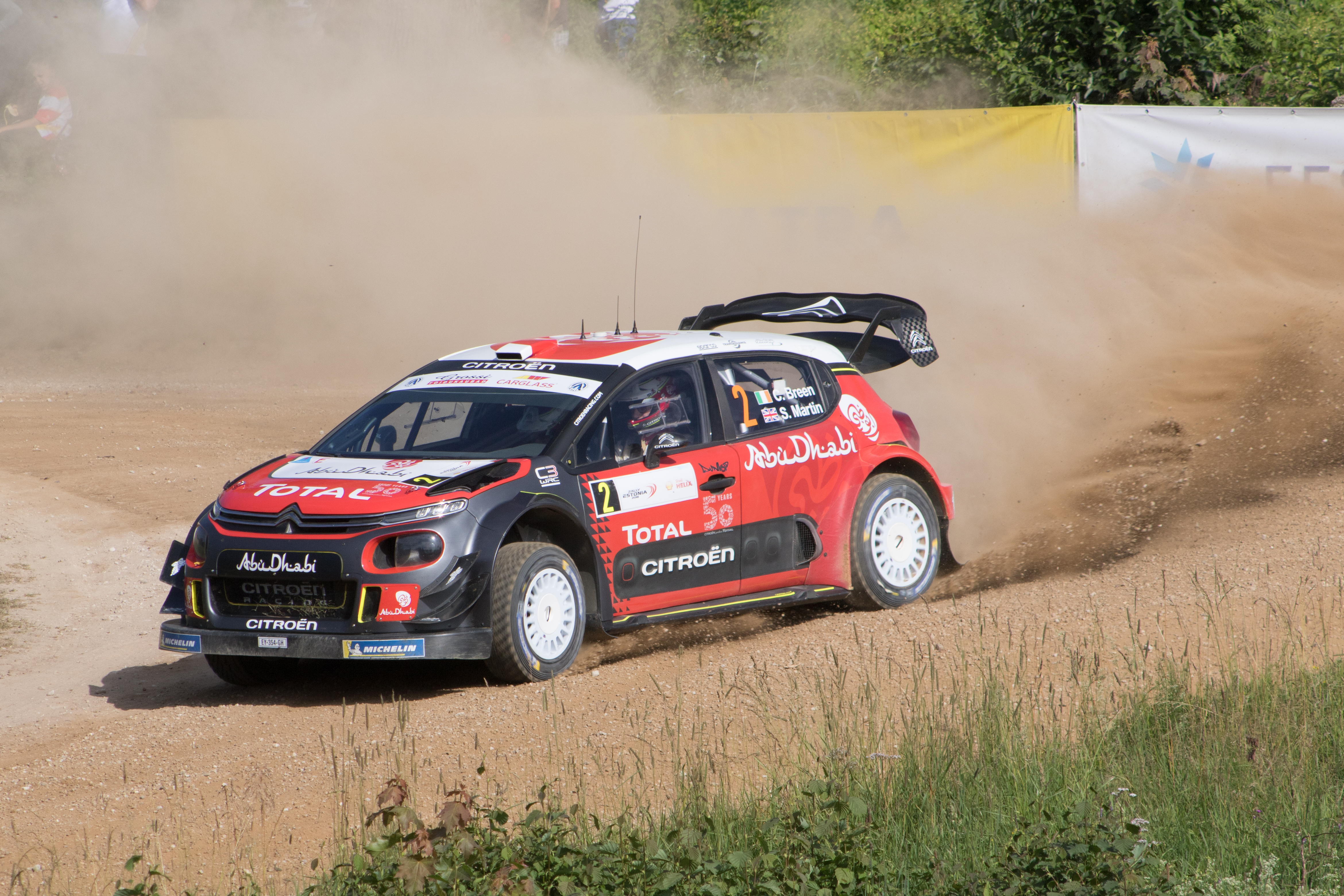
Craig Breen conduzindo um Citroën C3 WRC no rali de 2018.

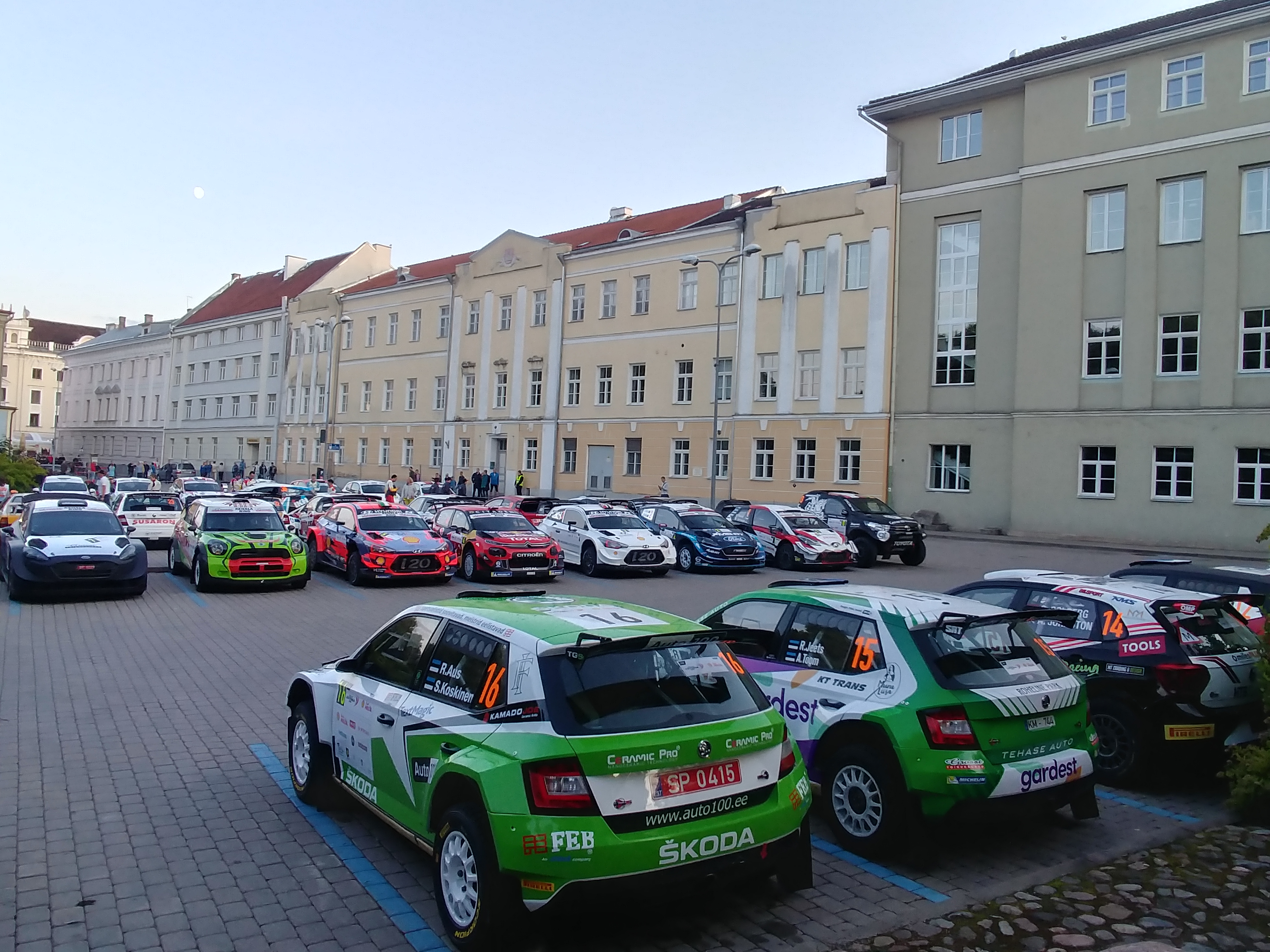
Carros no parc fermé no centro da cidade de Tartu em 2019.

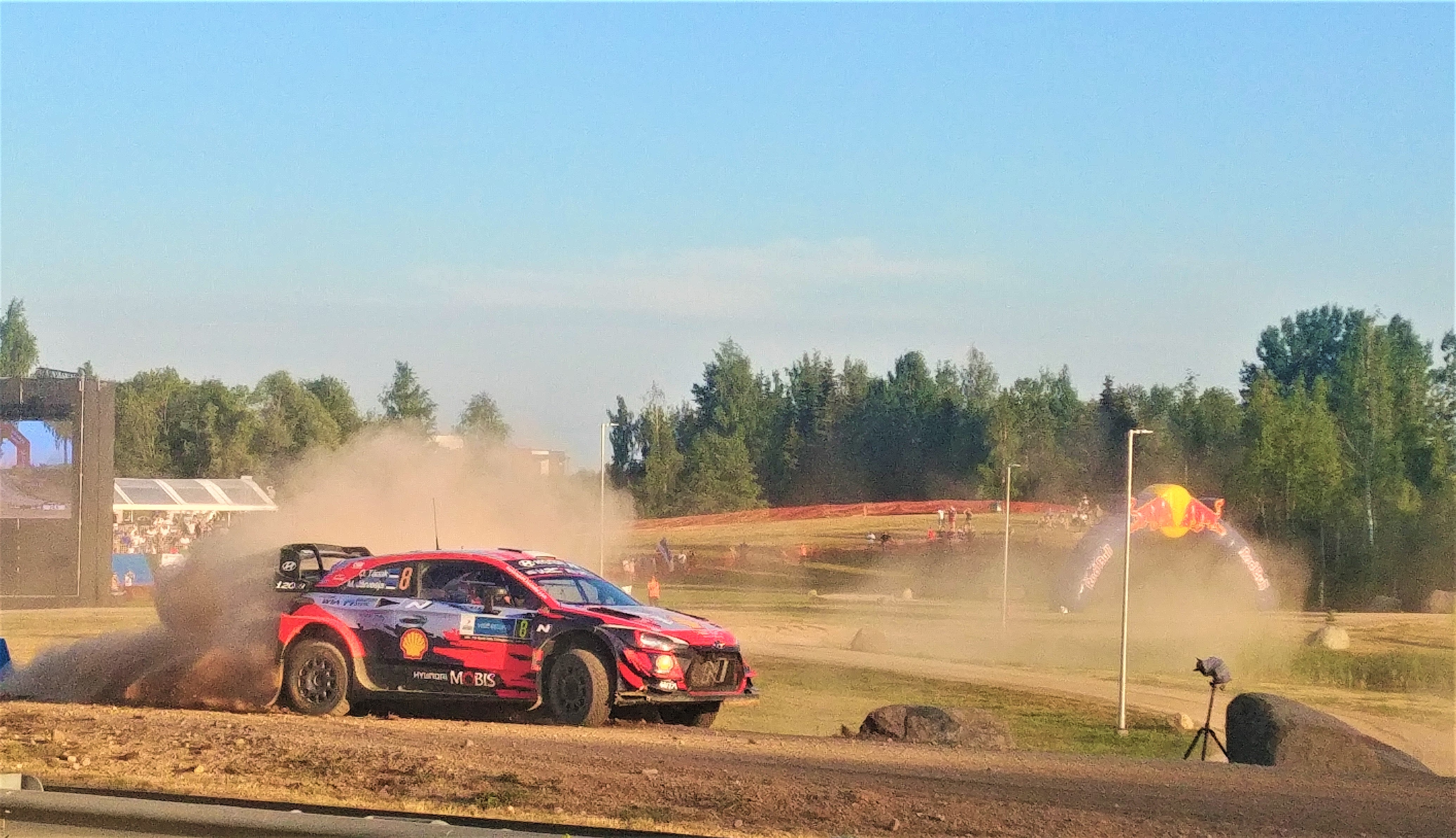
Ott Tänak conduzindo um Hyundai i20 Coupe WRC no rali de 2021.

O evento inaugural, conhecido como Mad-Croc Rally Estonia por razões comerciais, foi realizado em 2010 como parte do Campeonato Estoniano de Rali. Foi vencido por Markko Märtin que venceu todas as especiais. No ano seguinte, o rali ficou conhecido como auto24 Rally Estonia. Mads Østberg conquistou vitórias consecutivas em 2011 e 2012 ao volante de um Ford Fiesta RS WRC, tornando-se assim o primeiro bicampeão do Rali da Estónia. O piloto local Georg Gross venceu o rali em 2013.
Em 2014, o Rali da Estônia tornou-se uma etapa do Campeonato Europeu de Rali. Ott Tänak venceu o rali ao volante de um Ford Fiesta R5. Em 2015, Aleksey Lukyanuk fez história ao conquistar a vitória geral ao dirigir um Mitsubishi Lancer Evo X de especificação R4 (categoria ERC-2) contra o mais potente Ford Fiesta de especificação R5 dirigido por Kajetan Kajetanowicz. Em 2016, Lukyanuk estava prestes a defender sua vitória, mas caiu da liderança na penúltima etapa, permitindo que Ralfs Sirmacis conquistasse a vitória em seu Škoda Fabia R5. 
O evento entrou num hiato em 2017 e voltou em 2018, quando ficou conhecido como Shell Helix Rally Estonia por motivos de patrocínio. O rali se tornou um evento popular entre as equipas oficiais do Campeonato Mundial de Rali como preparação para o Rali da Finlândia. A edição de 2018 marcou a primeira vez que o novo Toyota Yaris WRC participou uma competição fora da série WRC. Ott Tänak venceu onze das dezasseis especiais e conquistou a sua segunda vitória no Rali da Estónia. Em 2019, os organizadores do rali assinaram um acordo com o Promotor do WRC e o Rali da Estónia se tornou o primeiro Evento candidato oficial do WRC, e revelou ambições de se tornar parte do Campeonato Mundial de Rali a partir de 2022. Todas os construtores do WRC participaram no evento, tornando o Rali da Estónia o maior rali fora do Campeonato Mundial de Rali. Ott Tänak conquistou sua terceira vitória no Rali da Estónia em estilo dominante, vencendo todas as especiais excepto duas.

### 2020-presente: WRC
A edição de 2020 estava programada como a segunda edição do Rali candidato ao WRC, ocorrendo uma semana após o Rali Safari do Quénia, oitava prova do WRC, e duas semanas antes do rali seguinte na Finlândia . No entanto, foi anunciado em fevereiro que a edição de 2020 seria cancelada depois que os organizadores do evento não conseguiram chegar a um acordo com o órgão regulador nacional, a Estonian Autosport Union (EAU). A principal questão na disputa foi a taxa de inscrição na competição, que a EASU aumentou 5.000 por cento de € 2.000 para € 100.000 em janeiro, apenas seis meses antes do início programado do rali em julho. Pagar esse nível de taxa não era possível, tanto legalmente quanto em termos de orçamento, conforme declarado pelos organizadores.
Em março, a disseminação da pandemia de COVID-19 levou ao cancelamento de seis provas do Campeonato Mundial de Rali. Os organizadores do campeonato anunciaram que estavam a pensar em adicionar ao calendário eventos que não faziam parte do calendário original. A Estónia estava entre os países que manifestaram interesse em sediar o evento. Apenas a 2 de julho de 2020, o promotor do WRC anunciou que a temporada voltaria com um calendário atualizado com os estreantes Rali da Estónia sediando a rodada de retoma entre 4 e 6 de setembro, tornando a Estónia a trigésima terceira nação a sediar uma prova do campeonato WRC.
O rali marcou o retorno do Campeonato Mundial de Rali após um hiato de meio ano devido à pandemia de COVID-19 e foi o 600º evento desde que o campeonato foi fundado em 1973. Vencendo o evento de aquecimento, os favoritos locais Tänak e Järveoja estavam determinados a vencer em casa pelo terceiro ano consecutivo. Os campeões mundiais em título mostraram uma velocidade impressionante ao longo do fim de semana, liderando quase todo o rali para conquistar sua primeira vitória para a Hyundai em sua pátria. Os companheiros de equipa Craig Breen e Paul Nagle terminaram em segundo após um desempenho consistente para completar um Hyundai 1–2. A edição de 2020 foi premiada com o WRC Team Spirit Award ao executar com sucesso um primeiro evento WRC seguro para Covid em apenas 63 dias.
Após o sucesso do ano anterior, o rali foi incluído no calendário do WRC de 2021, mantendo-se nos anos seguintes.

## Vencedores
| 2010 | Markko Märtin   | Kristo Kraag    | MM Motorsport              | Ford Focus RS WRC 03    |                 |                 |                 |
| 2011 | Mads Østberg    | Jonas Andersson | Adapta AS                  | Ford Fiesta RS WRC      |                 |                 |                 |
| 2012 | Mads Østberg    | Jonas Andersson | Adapta World Rally Team    | Ford Fiesta RS WRC      |                 |                 |                 |
| 2013 | Georg Gross     | Raigo Mõlder    | OT Racing                  | Ford Focus RS WRC 08    |                 |                 |                 |
| 2014 | Ott Tänak       | Raigo Mõlder    | MM Motorsport              | Ford Fiesta R5          | ERC             |                 |                 |
| 2015 | Alexey Lukyanuk | Alexey Arnautov | Chervonenko Racing         | Mitsubishi Lancer Evo X | ERC             |                 |                 |
| 2016 | Ralfs Sirmacis  | Māris Kulšs     | Sports Racing Technologies | Škoda Fabia R5          | ERC             |                 |                 |
| 2017 | Não se realizou | Não se realizou | Não se realizou            | Não se realizou         | Não se realizou | Não se realizou | Não se realizou |
| 2018 | Ott Tänak       | Martin Järveoja | Toyota Gazoo Racing WRT    | Toyota Yaris WRC        |                 |                 |                 |
| 2019 | Ott Tänak       | Martin Järveoja | Toyota Gazoo Racing WRT    | Toyota Yaris WRC        |                 |                 |                 |
| 2020 | Ott Tänak       | Martin Järveoja | Hyundai Shell Mobis WRT    | Hyundai i20 Coupe WRC   | WRC             |                 |                 |
| 2021 | Kalle Rovanperä | Jonne Halttunen | Toyota Gazoo Racing WRT    | Toyota Yaris WRC        | WRC             |                 |                 |
| 2022 | Kalle Rovanperä | Jonne Halttunen | Toyota Gazoo Racing WRT    | Toyota GR Yaris Rally1  | WRC             |                 |                 |
| 2023 | Kalle Rovanperä | Jonne Halttunen | Toyota Gazoo Racing WRT    | Toyota GR Yaris Rally1  | WRC             |                 |                 |

### Multiple winners

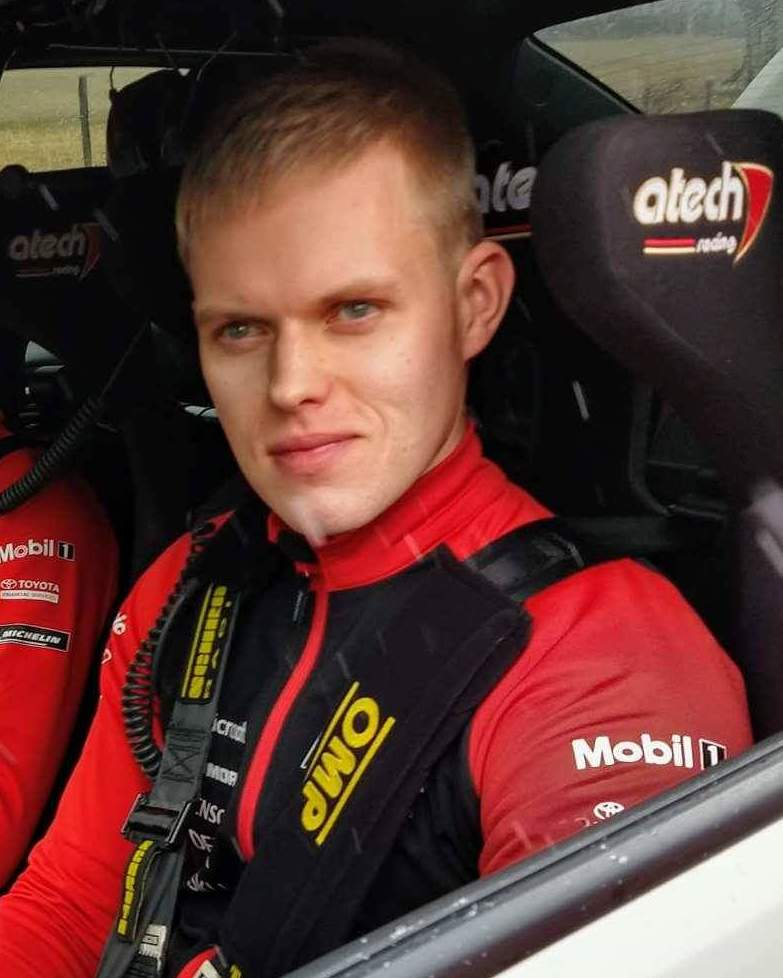
Campeão Mundial Ott Tänak venceu o Rali da Estónia por 4 vezes.

- Anos a negrito assinalam evento WRC
- Anos a itálico assinalam evento ERC

| Vitórias | Piloto          | Anos vitórias          |
| -------- | --------------- | ---------------------- |
| 4        | Ott Tänak       | 2014, 2018, 2019, 2020 |
| 3        | Kalle Rovanperä | 2021, 2022, 2023       |
| 2        | Mads Østberg    | 2011, 2012             |

| Vitórias | Construtor |
| -------- | ---------- |
| 5        | Ford       |
| 5        | Toyota     |